# Thea Astley
Thea Beatrice May Astley (ur. 25 sierpnia 1925 w Brisbane, zm. 17 sierpnia 2004 w Byron Bay) – australijska pisarka.

## Życiorys
Urodzona w Brisbane, studiowała sztuki piękne na miejscowym University of Queensland. Studia ukończyła w 1947. Na kursach podyplomowych zdobyła wykształcenie nauczycielskie i przez szereg lat uczyła w szkołach średnich. Po wyjściu za mąż za Jacka Gregsona w 1948 przeniosła się do Sydney, gdzie pracowała zawodowo i pisała. W 1958 wydała pierwszą powieść Girl With a Monkey. W latach 1968–1980 prowadziła zajęcia na tamtejszym Macquarie University. Później całkowicie poświęciła się pisarstwu.
Jej powieści zdobywały kilkakrotnie znaczące nagrody australijskie, m.in. czterokrotnie Nagrodę im. Miles Franklin za powieści: The Well Dressed Explorer – 1962, The Slow Natives – 1965, The Acolyte – 1972 i Drylands – 2000. Otrzymała także honorowy doktorat University of Queensland w 1989. Ponadto dwukrotnie odznaczono ją Orderem Australii – w 1980 została jego Członkiem, a w 1992 – Oficerem.

### Rodzina
W 1948 poślubiła Jacka Gregsona, zmarłego w 2003. Gregsonowie mieli jedno dziecko – syna, Eda, który jest muzykiem i producentem telewizyjnym.

## Twórczość
- Girl with a Monkey (1958)
- A Descant for Gossips (1960)
- The Well Dressed Explorer (1962)
- The Slow Natives (1965)
- A Boat Load of Home Folk (1968)
- The Acolyte (1972)
- A Kindness Cup (1974)
- Hunting the Wild Pineapple (1979) – zbiór opowiadań
- An Item from the Late News (1982)
- Beachmasters (1985)
- It's Raining in Mango (1987) – zbiór opowiadań
- Reaching Tin River (1990)
- Vanishing Points (1992)
- Coda (1994)
- The Multiple Effects of Rainshadow (1996)
- Collected Stories (1997) – zbiór opowiadań
- Drylands (1999)

Susan Sheridan napisała o twórczości pisarki monografię pod tytułem The Fiction of Thea Astley. 